# Vega de Villalobos
Vega de Villalobos község Spanyolországban,  Zamora tartományban. Vega de Villalobos Villalobos községgel határos. Lakosainak száma 91 fő (2024).

## Népesség
A település népessége az utóbbi években az alábbiak szerint változott:
| Lakosok száma | 162  | 152  | 132  | 127  | 122  | 117  | 115  | 99   | 85   | 91   |
|               | 2001 | 2004 | 2007 | 2009 | 2012 | 2014 | 2017 | 2019 | 2022 | 2024 |